# Leonid Chtchadilov
Leonid Vladimirovitch Chtchadilov (en russe : Леонид Владимирович Щадилов) est un joueur russe de volley-ball né le 14 août 1991 à Moscou (alors en URSS). Il mesure 2,04 m et joue central. Il totalise 3 sélections en équipe de Russie.

## Clubs
| Club                    | De        | À         |
| ----------------------- | --------- | --------- |
| Dinamo Moscou           | 2009-2010 | 2012-2013 |
| Gazprom-Iourga Sourgout | 2013-2014 | ...       |

## Palmarès

### Club et équipe nationale
- Championnat du monde des moins de 21 ans (1)
  - Vainqueur : 2011
- Coupe de la CEV (1)
  - Vainqueur : 2012
- Championnat de Russie
  - Finaliste : 2011, 2012
- Coupe de Russie
  - Finaliste : 2010, 2013

### Distinctions individuelles
- Meilleur joueur du Championnat du monde des moins de 21 ans 2011